# Neoseiulus subreticulatus
Neoseiulus subreticulatus är en spindeldjursart som först beskrevs av Wu 1987.  Neoseiulus subreticulatus ingår i släktet Neoseiulus och familjen Phytoseiidae. Inga underarter finns listade i Catalogue of Life.